# Diplacina holgerhungeri
Diplacina holgerhungeri là loài chuồn chuồn trong họ Libellulidae. Loài này được Villanueva mô tả khoa học đầu tiên năm 2012.